# Equal Vision Records
Equal Vision Records é uma gravadora dos Estados Unidos com sede em Albany, Nova York, que tem um foco em gêneros de metal e punk. Equal Vision Records foi fundada no início de 1990 por Ray Cappo (Youth of Today, Shelter, Better Than a Thousand).
O rótulo existia originalmente apenas para distribuir Shelter e outros lançamentos de Krishna. Em 1992, Steve Reddy comprou EVR de Cappo. O foco foi ampliado e uma maior variedade de bandas foram trazidos a bordo. De acordo com Punk notícias, "Os anos 90 meio-de-final viu um redobrar dos esforços da Equal Vision Records Hardcore com contratações como One King Down e Ten Yard Fight. Até o final dos anos 90 EVR encontrou-se com um estável impressionante de bandas de hardcore e punk, tendo acrescentado Bane, Trial, Converge e Saves the Day a sua lista na última parte da década."
Em julho de 2009 EVR criou uma sub-gravadora chamado Mantralogy. Esta sub-gravadora contára com bandas que "entregar nervosa, música Krishna-consciente".
EVR voltou a distribuição de versões físicas e digitais de RED Distribution desde 23 de janeiro de 2012, depois de muitos anos com a Alternative Distribution Alliance.
Em 2012 um artista da EVR Max Bemis (do Say Anything) criou uma gravadora chamada Rory Records, distribuído pela EVR. TALLHART é o primeiro artista desta gravadora.
Em 19 de junho, foi anunciado que a Equal Vision Records e Casey Crescenzo da banda The Dear Hunter fizeram uma parceria, onde Casey obteve seu selo próprio a Cave & Canary Goods.

## Artistas atuais
| - A Lot Like Birds - Bane - Being as an Ocean - Better Off - Brent Walsh - Brian Marquis - Capsize - Coldfront - Crooks - Come and Rest - Davenport Cabinet - The Dear Hunter (Cave & Canary Goods) - Eisley - Fairweather - Gameface - Gatherers - Gideon - Glass Cloud - Hail the Sun - Heart of Gold - HRVRD - I the Mighty - Matt Pryor (EVR/Rory Records) | - Merriment (EVR/Rory Records) - Museum Mouth (EVR/Rory Records) - Naive Thieves - Night Verses (Graphic Nature) - Northern Faces - nowHere - Orbs - Owel - Perma (EVR/Rory Records) - Picturesque - Polyphia - Pretty and Nice (EVR/Rory Records) - Rising Fawn (EVR/Rory Records) - Saves the Day (EVR/Rory Records) - Say Anything - Secret Space - Set It Off - Sleep on It - Trey the Ruler - Upgrade HipHop - Vinnie Caruana - WATERMEDOWN - Waterparks - William Beckett - Wind in Sails |

## Artistas anteriores
| - 108 (Agora na Deathwish, Inc.) - ActionReaction - Alexisonfire (Encerrada em 2011) - Alive in Wild Paint (Encerrada em 2009) - Armor for Sleep (Encerrada em 2009) - Another Victim - As Friends Rust - Bars - Bear vs. Shark (Encerrada em 2005) - Before Today - Black Cross - Boysetsfire - Breaking Pangaea - Burn - Cinematic Sunrise (Encerrada em 2009) - Circa Survive (Agora na Atlantic Records) - Coheed and Cambria (Agora na Sony BMG) - The Color Fred - Converge (Agora na Epitaph Records) - Copper - Crown of Thornz - Damiera - Dear and the Headlights (Encerrada em 2011) - Drowningman - Earth Crisis (Agora na Century Media) - Endicott - Fairweather - Fear Before (Hiatus) - Fivespeed (Agora na Sunset Alliance) - Floorpunch - Give Up the Ghost - Good Clean Fun (Agora na Reflections Records) - Goodbye Tomorrow - H2O (Agora na Bridge 9 Records) - Hands Tied - The Hope Conspiracy (Ativo, em Deathwish Records) - Hot Cross - Jonah Matranga | - Isles & Glaciers (Inativo) - Killing Flame - King (Inativo), não assinado) - Liars Academy (Agora na Goodwill Records) - Man Will Surrender - Modern Life is War (Disbanded 2008) - Mozart Season (Hiatus) - One King Down - Pierce the Veil (Agora na Fearless Records) - Portugal. The Man (Agora na Atlantic Records) - Prema - Prevent Falls - Project Kate - Refused - Refuse to Fall - The Rocking Horse Winner - Saves the Day (agora na Razor & Tie) - Seemless - Serpico - Shelter (Agora na Good Life Recordings) - Shift - Sick of It All (agora na Abacus Recordings) - Silent Drive (Ativo, não assinado) - Sky Eats Airplane (Inativo) - The Fall of Troy (Encerrada em 2010) - The Snake the Cross the Crown - Snapcase - The Sound of Animals Fighting - Ten Yard Fight - This Day Forward - Time in Malta - Trial (Agora na Panic Records) - Understand - Until the End - Vaux - Versus the Mirror - Weerd Science (Agora na Super Rap Records) - YouInSeries |

## Mantralogy bandas
- Gaura Vani & As Kindred Spirits
- The Mayapuris
- Prema Hara
- SRI Kirtan